# プロミス (テイク・ザットの曲)
「プロミス」（Promises）はイギリスの男性グループ、テイク・ザットのシングル曲。デビューアルバム『テイク・ザット&パーティ』に収録されている。デビューシングルは82位に終わったがこの曲でUKチャート最高位38位までランキングを上げた。メインボーカルはゲイリー・バーロウ。